# حكام ورؤساء الدولة في السودان
حكام ورؤساء الدولة في السودان

## حكام السودان في الفترة 1821 -1885

### الحكم التركي

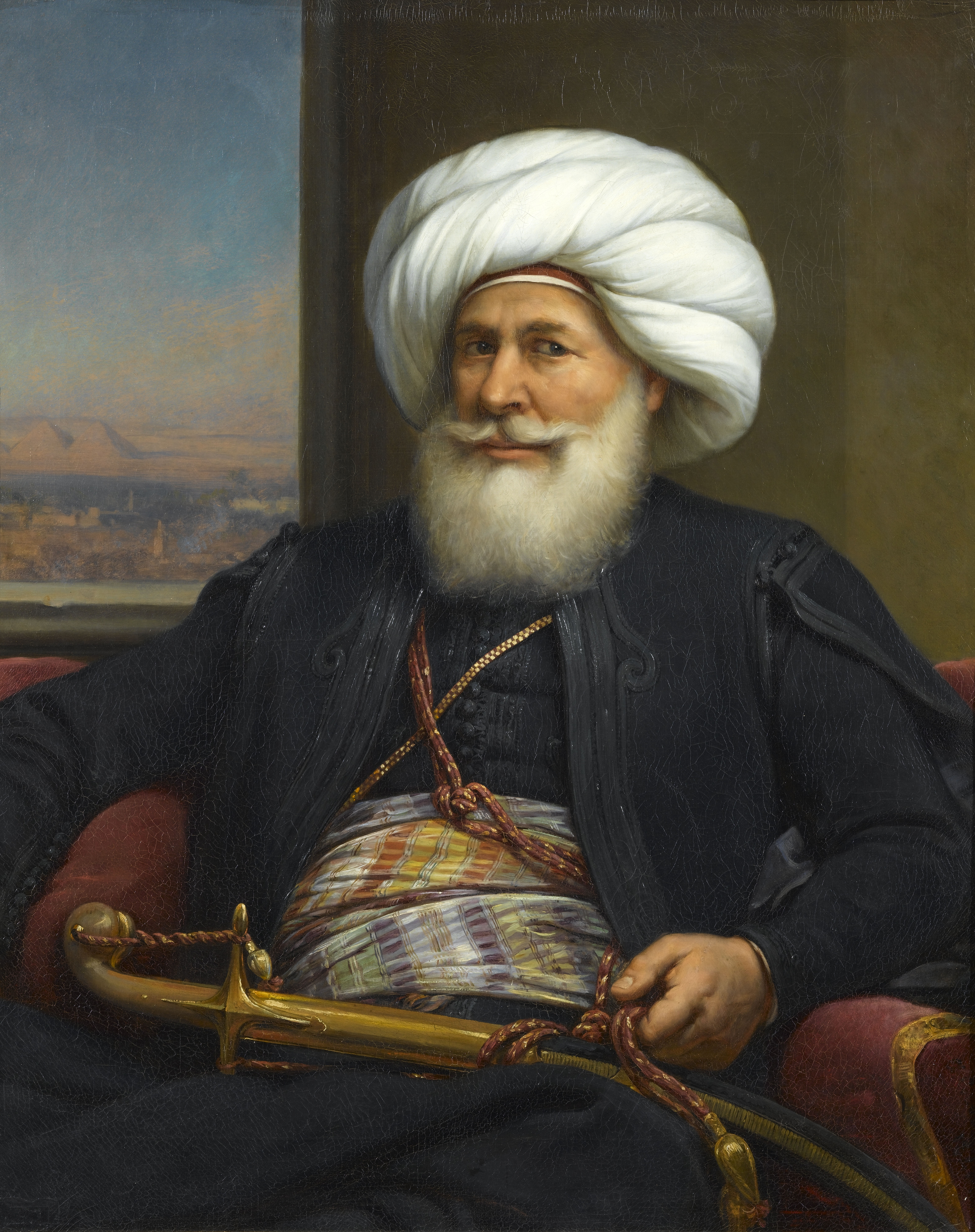
محمد علي باشا

| اسم الحاكم                           | اللقب                  | بداية فترة الحكم           | نهايتها                                                                        |
| اسماعيل كامل باشا، ابن محمد علي باشا | قائد أعلى              | نوفمبر / تشرين الثاني 1821 | 1821 (قتل حرقاً في شندي بواسطة المك نمر ملك شندي)                               |
| محمد بيه                             | قائد أعلى              | ابريل / آب 1821            | سبتمبر/ أيلول 1824                                                             |
| عثمان بيه                            | قائد أعلى              | سبتمبر / أيلول1824         | مايو/أيار 1825                                                                 |
| محو بيه عرفلي                        | قائد أعلى              | مايو/أيار 1825             | مايو/أيار1826                                                                  |
| علي خورشيد باشا                      | حكمدار                 | مارس / أذار 1826           | يونيو / حزيران1838                                                             |
| احمد باشا ابوودان                    | حكمدار                 | يونيو / حزيران 1838        | اكتوبر / تشرين الأول 1843                                                      |
| أحمد باشا المنيكلي                   | قمندان                 | 1844                       | 1845                                                                           |
| خالد باشا خسرو                       | حكمدار                 | 1845                       | 1849                                                                           |
| عبداللطيف باشا                       | حكمدار                 | 1850                       | 1851                                                                           |
| رستم باشا سركيس                      | حكمدار                 | يناير/ كانون الثاني 1851   | مايو/ أيار 1852                                                                |
| اسماعيل باشا أبو جبل                 | حكمدار                 | مايو/ أيار1852             | 1853                                                                           |
| سليم باشا سايب                       | حكمدار                 | 1853                       | 1854                                                                           |
| على باشا سري أرناؤوط                 | حكمدار                 | يوليو/ تموز 1854           | نوفمبر/ تشرين الثاني 1854                                                      |
| علي باشا جركس                        | حكمدار                 | 1855                       | 1857                                                                           |
| اراكيل بيه الأرمني                   | مدير عموم، نائب حكمدار | 1857                       | 1858                                                                           |
| حسن بيه سلامة                        | حكمدار                 | 1859                       | 1861                                                                           |
| محمد بيه راسخ                        | حكمدار                 | 1861                       | 1862                                                                           |
| موسى باشا حمدي                       | حكمدار                 | 1862                       | 1865                                                                           |
| عمر بيه فخري                         | حكمدار                 | 1865                       | نوفمبر /تشرين الثاني 1865                                                      |
| جعفر صادق باشا                       | حكمدار                 | 1865                       | 1866                                                                           |
| جعفر باشا مظهر                       | حكمدار                 | 1865                       | 5 فبراير / شباط 1871                                                           |
| أحمد ممتاز باشا                      | حكمدار                 | 5 فبراير/شباط 1871         | أكتوبر/ تشرين الأول 1872                                                       |
| ادهم باشا العريفي                    | قائم بأعمال حكمدار     | 1872                       | 1872                                                                           |
| اسماعيل باشا ايوب                    | حكمدار                 | 1872                       | مايو/أيار 1877                                                                 |
| شارلس جورج غوردون باشا               | حكمدار                 | مايو1877                   | ديسمبر / كانون الأول 1879                                                      |
| محمد رؤوف باشا                       | حكمدار                 | ديسمبر 1882                | فبراير/ نيسان 1882                                                             |
| محمد نادي باشا                       | قائم بأعمال حكمدار     | فبراير/ شباط 1882          | مايو /أيار1882                                                                 |
| عبدالقادر باشا حلمي                  | حكمدار                 | مايو/أيار 1882             | مارس /آذار1883                                                                 |
| علاء الدين                           | حكمدار                 | مارس 1882                  | 5 نوفمبر/ تشرين الثاني 1883                                                    |
| وليام هكس باشا                       | حكمدار                 | 5 نوفمبر 1883              | 18 فبراير 1884 (قتل في معركة شيكان مع جيش المهدي)                              |
| شارلس جورج غوردون                    | حكمدار                 | 18 فبراير 1884             | 26 يناير1885 (قتل في سراي الحاكم العام بواسطة قوات المهدي أثناء تحرير الخرطوم) |

}

## حكام السودان في الفترة 1885-1898

### الدولة المهدية - حكم وطني
نهاية حكم التركية السابقة وبداية حكم المهدية بقيادة محمد أحمد المهدي أولاً ثم خليفته عبدالله التعايشي من 26 يناير / كانون الثاني 1885 وحتى اكتوبر / تشرين الثاني 1898 م.

## حكام السودان في الفترة 1898-1899

### الحكم العسكري البريطاني
وضع السودان تحت الأحكام العرفية بعد نجاح حملة استعادة السودان تحت الحكم الإستعماري
وأصبح اللورد كتشنر حاكماً عسكرياً في الفترة من 2 سبتمبر/ تشرين الأول 1898 وحتى 19 يناير/كانون الثاني1899
الحكم الثنائي، السودان المصري الإنجليزي
| سير فرانسيس ريجنالد ونجت   | حاكم عام             | 22 ديسمبر/ كانون الأول 1899 | 31 ديسمبر/ كانون الأول1916         |
| سير لي استاك               | حاكم عام             | 1 يناير / كانون الثاني 1917 | تشرين الثاني 1924 اغتيل في القاهرة |
| ويسي استيري                | قائم بأعمال حاكم عام | 21 نوفمبر/ تشرين الثاني1924 | 5 يناير/كانون الأول 1925           |
| سير جفري أرشر              | حاكم عام             | 5 يناير/كانون الثاني 1925   | 6 يوليو / تموز1926                 |
| سير جون لودر مافاي         | حاكم عام             | 31 أكتوبر/ تشرين الأول 1926 | 10 يناير كانون الثاني 1934         |
| سير جورج استياورت سايميز   | حاكم عام             | 10 يناير/كانون الثاني 1934  | 19 أكتوبر/تشرين الثاني 1940        |
| سير هيوبرت جرفويس هادلستون | حاكم عام             | 19 أكتوبر/تشرين الأول 1940  | 8 ابريل/نيسان 1947                 |
| سير روبرت جورج هاو         | حاكم عام             | 8 ابريل/نيسان 1947          | 29 مارس/أذار 1954                  |
| سير الكسندر نوكس هيلم      | حاكم عام             | 29 مارس/أذار 1954           | 12 ديسمبر/ كانون الأول 1955        |

}

## حكام السودان بعد عام 1956

### الحكم الوطني
استقلال السودان في يوم الأحد 1 يناير / كانون الثاني 1956
رؤساء الدولة
- إسماعيل الأزهري
- إبراهيم عبود
- سر الختم خليفة
- جعفر نميري
- عبد الرحمن سوار الذهب
- أحمد الميرغني
- عمر البشير

#### الديمقراطية الأولى
إسماعيل الأزهري
رئيس مجلس السيادة
1 يناير/كانون الثاني 1956- 17 نوفمبر/تشرين الثاني 1958
أعضاء مجلس السيادة
- عبد الفتاح محمد المغربي
- محمد أحمد ياسين
- أحمد محمد صالح
- محمد عثمان الدرديري
- سرسيو ايري واني (من جنوب السودان)

#### حركة 17 نوفمبر
الفريق إبراهيم عبود
رئيس المجلس الأعلى للقوات المسلحة 
17 نوفمبر/ تشرين الثاني 1958 - 21 أكتوبر/تشرين الأول 1964
(استولى على السلطة بانقلاب عسكري)
أعضاء المجلس
- اللواء أحمد عبد الوهاب
- اللواء حسن بشير نصر
- اللواء محمد طلعت فريد
- الأميرالاي أحمد عبد الله حامد
- الأميرالاي أحمد مجذوب البحاري
- الأميرالاي محمد أحمد عروة
- الأميرالاي محيي الدين أحمد عبد الله
- الأميرالاي لخواض محمد أحمد،
- الأميرالاي حسين علي كرار
- الأميرالاي عوض عبد الرحمن صغيرون
- الأميرالاي محمد أحمد التيجاني

ثم تمّ إعفاء كل من:
- الأميرالاي الخواض محمد أحمد
- الأميرالاي عوض عبد الرحمن صغيرون
- الأميرالاي حسين علي كرار
- الأميرالاي محمد أحمد التجاني
- الأميرالاي أحمد عبد الله حامد
- اللواء أحمد عبد الوهاب

وتم تعيين ما يلي بدلاً عنهم:
- الأميرالاي عبد الرحيم محمد خير شنان
- اللواء المقبول الأمين الحاج

(تم حل المجلس العسكري كله تحت ضغط ثورة شعبية في أكتوبر/ تشرين الأول 1964)
(أجبر على الاستقالة بسبب الثورة الشعبية)
سر الختم الخليفة
16 نوفمبر/ تشرين الثاني 1964 - 3 ديسمبر/ كانون الأول 1964
قائم بأعمال رئيس دولة

#### الديمقراطية الثانية
إسماعيل الأزهري
رئيس مجلس السيادة
3 ديسمبر/ كانون الأول 1964 - يونيو /حزيران 1965
أعضاء المجلس
- عبد الحليم محمد
- مبارك شداد
- التجاني الماحي
- إبراهيم يوسف سليمان
- لويجي ادوك بونق جيكوميو (من جنوب السودان)

إسماعيل الأزهري
رئيس مجلس السيادة
10 يونيو/حزيران 1965 - 8 يوليو/ تموز 1965
(من الحزب الإتحادي الوطني)
أعضاء مجلس السيادة
- عبد الله الفاضل المهدي (حزب الأمة)
- عبد الحليم محمد
- خضر حمد (الإتحادي الوطني)
- لويجي ادوك (من جنوب السودان)

تم تعديل تشكيلة المجلس، ليخرج منه عبد الله الفاضل وعبد الحليم محمد 
ويحلّ مكانهما عبد الرحمن عابدون ومحمد داؤود الخليفة
إسماعيل الأزهري
رئيس مجلس السيادة 
8 يوليو/ تموز 1965 -24 مايو / أيار 1967
أعضاء المجلس
- خضر حمد
- محمد داؤود الخليفة (حزب الأمة)
- الفاضل البشرى
- جيرفس ياك (من جنوب السودان)

#### ثورة مايو
العقيد أركان حرب جعفر محمد نميري
رئيس مجلس قيادة الثورة
25 مايو/ أيار 1969
أعضاء المجلس
- المقدم أركان حرب بابكر النور
- الرائد خالد حسن عباس
- الرائد فاروق عثمان حمد الله
- الرائد أبو القاسم هاشم
- الرائد مأمون عوض أبو زيد
- الرائد زين العابدين محمد أحمد عبد القادر
- الرائد أبو القاسم محمد إبراهيم
- الرائد هاشم العطا
- بابكر عوض الله

المقدم أركان حرب بابكر النور
19 يوليو/ تموز 1971 - 22 يوليو / تموز 1971 (فترة قصيرة)
رئيس مجلس الثورة
(تم اعتقاله فوق الاجواء الليبية قادماً من لندن حيث كان يقضي إجازته المرضية قبل وصوله إلى الخرطوم لاستلام الرئاسة من زميله الرائد هاشم العطا الذي قام بتدبير انقلاب عسكري)
أعضاء المجلس
- الرائد هاشم العطا
- الرائد فاروق عثمان حمدالله
- المقدم عثمان حاج حسين أبو شيبة
- العقيد عبد المنعم محمد أحمد الهاموش
- النقيب معاوية عبد الحيّ
- الرائد محمد محجوب عثمان
- المقدم محمد أحمد الريح
- الرائد محمد أحمد الزين

(صدرت ضدهم أحكاماً بالإعدام في محاكمات عسكرية بعد فشل الانقلاب بإستثناء المقدم محمد الريح الذي وجد ميتاً في مباني القيادة العامة للقوات المسلحة في الخرطوم)
العقيد أركان حرب جعفر محمد نميري 
22 يوليو/ تموز 1971 - 6 أبريل/ نيسان 1985
رئيس جمهورية
الاتحاد الاشتراكي السوداني (الحزب الوحيد المسموح له بالنشاط السياسي)
تم خلعه بانتفاضة شعبية مارس أبريل 1985
الفريق أول عبدالرحمن محمد حسن سوار الذهب
6 أبريل/ نيسان 1985 - 9 أبريل/ نيسان 1986
قائد عام قوات الشعب المسلحة
الفريق أول عبدالرحمن محمد حسن سوار الذهب
9 أبريل / نيسان 1985- 15 ديسمبر /كانون الأول 1985
رئيس المجلس العسكري الانتقالي
قام بتسليم السلطة لحكومة منتخبة
أعضاء المجلس
- الفريق تاج الدين عبد الله فضل
- الفريق طيار محمد ميرغني محمد
- الفريق بحري يوسف حسين
- الفريق مهندس محمد توفيق خليل
- الفريق (متقاعد) يوسف حسن الحاج
- اللواء أركان حرب مايمان أقم لونج
- اللواء أركان حرب جيمس لورو (من جنوب السودان)
- اللواء أركان حرب عثمان الأمين السيد
- اللواء أركان حرب إبراهيم يوسف العوض
- اللواء أركان حرب حمادة عبد العظيم حمادة
- العميد أركان حرب عثمان عبد الله
- العميد أركان حرب فضل الله برمة ناصر
- العميد مهندس عبد العزيز الأمين
- العميد أركان حرب فارس عبد الله حسن

#### الديمقراطية الثالثة
الصادق المهدى
6 مايو /أيار 1986 - 29 يونيو / حزيران 1989
رئيس مجلس رأس الدولة
أعضاء المجلس
- إدريس البنا
- علي حسن تاج الدين
- محمد الحسن عبد الله ياسين
- ميرغني النصري
- باسيفيكو لادو لوليك (من جنوب السودان)

تم حل المجلس إثر انقلاب عسكري

#### ثورة الإنقاذ الوطني
العميد الركن عمر حسن أحمد بشير
30 يونيو/ حزيران 1989 - 16 أكتوبر/ تشرين الأول 1993
رئيس مجلس ثورة الإنقاذ الوطني
أعضاء المجلس
- العميد أركان حرب الزبير محمد صالح
- العميد أركان حرب التجاني آدم الطاهر
- العميد أركان حرب فيصل أبو صالح
- العميد عثمان أحمد حسن
- العميد دومنيك كاسيانو (من جنوب السودان)
- العميد إبراهيم نايل أيدام
- العميد طيارفيصل مدني مختار
- العقيدأركان حرب صلاح الدين محمد أحمد كرار
- العقيد بيويوكوان دينق (من جنوب السودان)
- العقيد مارتن ملوال (من جنوب السودان)
- المقدّم أ.ح بكري حسن صالح
- المقدم محمد الأمين خليفة
- الرائد إبراهيم شمس الدين

وخرج منه:
- العميد فيصل أبو صالح
- العميد عثمان محمد حسن

وأعفيّ
- العقيد مارتن ملوال

المشير عمر حسن البشير
رئيس جمهورية
16 أكتوبر/ تشرين الأول 1993 – 2016
26 أبريل/ نيسان 2010 - 2019

#### ثورة ديسمبر الشعبية
الفريق أول أحمد عوض بن عوف
رئيس المجلس العسكري الانتقالي 
من 11 أبريل / نيسان 2019 وحتى 12 أبريل/ نيسان 2019 (يوم واحد)
الفريق أول عبدالفتاح البرهان
رئيس المجلس العسكري الانتقالي
من 12 أبريل/ نيسان 2019 وحتى 19 أغسطس /آب 2019
أعضاء المجلس
- الفريق أول محمد حمدان دقلو حميدتي ونائب رئيس المجلس
- الفريق أول عمر زين العابدين محمد
- الفريق أول شرطة الطيب بابكر علي فضيل
- الفريق طيار صلاح عبد الخالق
- الفريق أمن جلال الدين الشيخ
- الفريق ركن شمس الدين الكباشي
- الفريق ركن مصطفى محمد مصطفى
- لواء مهندس بحري إبراهيم جابر

وخرج منه:
- الفريق أول عمر زين العابدين محمد
- الفريق أول شرطة الطيب بابكر علي فضيل
- الفريق أمن جلال الدين الشيخ

وأعفي
- الفريق الركن مصطفى محمد مصطفى

الفريق أول عبد الفتاح البرهان
رئيس مجاس السيادة الانتقالي
من 21 أغسطس (آب) 2019 ولمدة 39 شهراَ
ثم يتولى المنصب بعد ذلك أحد أعضاء المجلس المدنيين
الأعضاء المدنيين
- عائشة موسى السعيد
- حسن محمد إدريس قاضي
- الصادق تاور كافي
- محمد الفكي سليمان
- محمد حسن عثمان التعايشي

الأعضاء العسكريين
- الفريق أول عبد الفتاح البرهان (ترأس المجلس للفترة الرئاسية الأولى)
- الفريق أول محمد حمدان دقلو حميدتي
- الفريق الركن شمس الدين الكباشي
- الفريق ياسر عبد الرحمن حسن العطا
- اللواء الركن إبراهيم جابر كريم

العضو الحادي عشر المدني
- رجاء نيقولا عبد المسيح